# Terra de Făgăraș

La terra de Făgăraș durant l'època de Mircea cel Bătrân

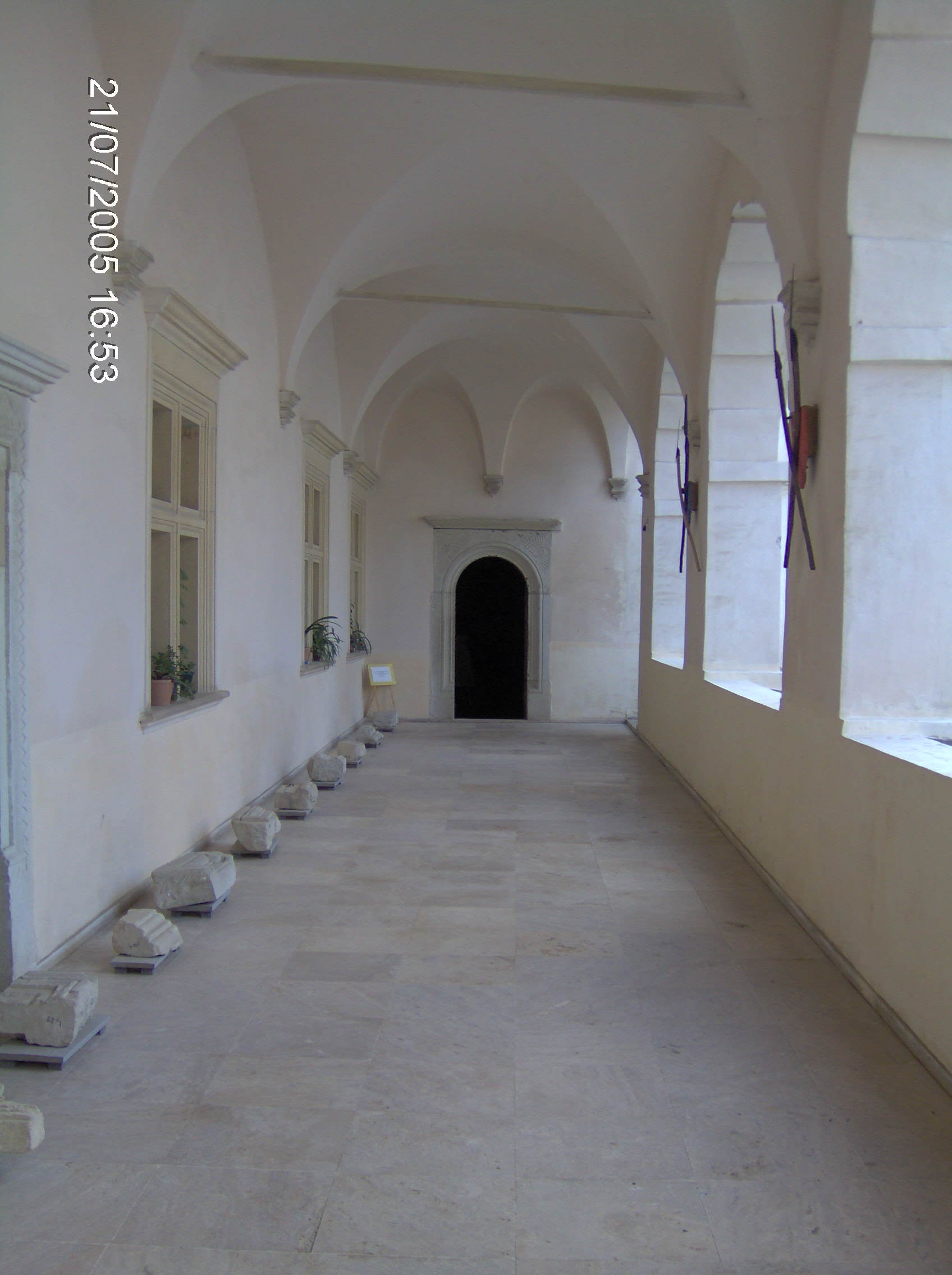
La lògia del primer pis de la fortalesa de Făgăraș

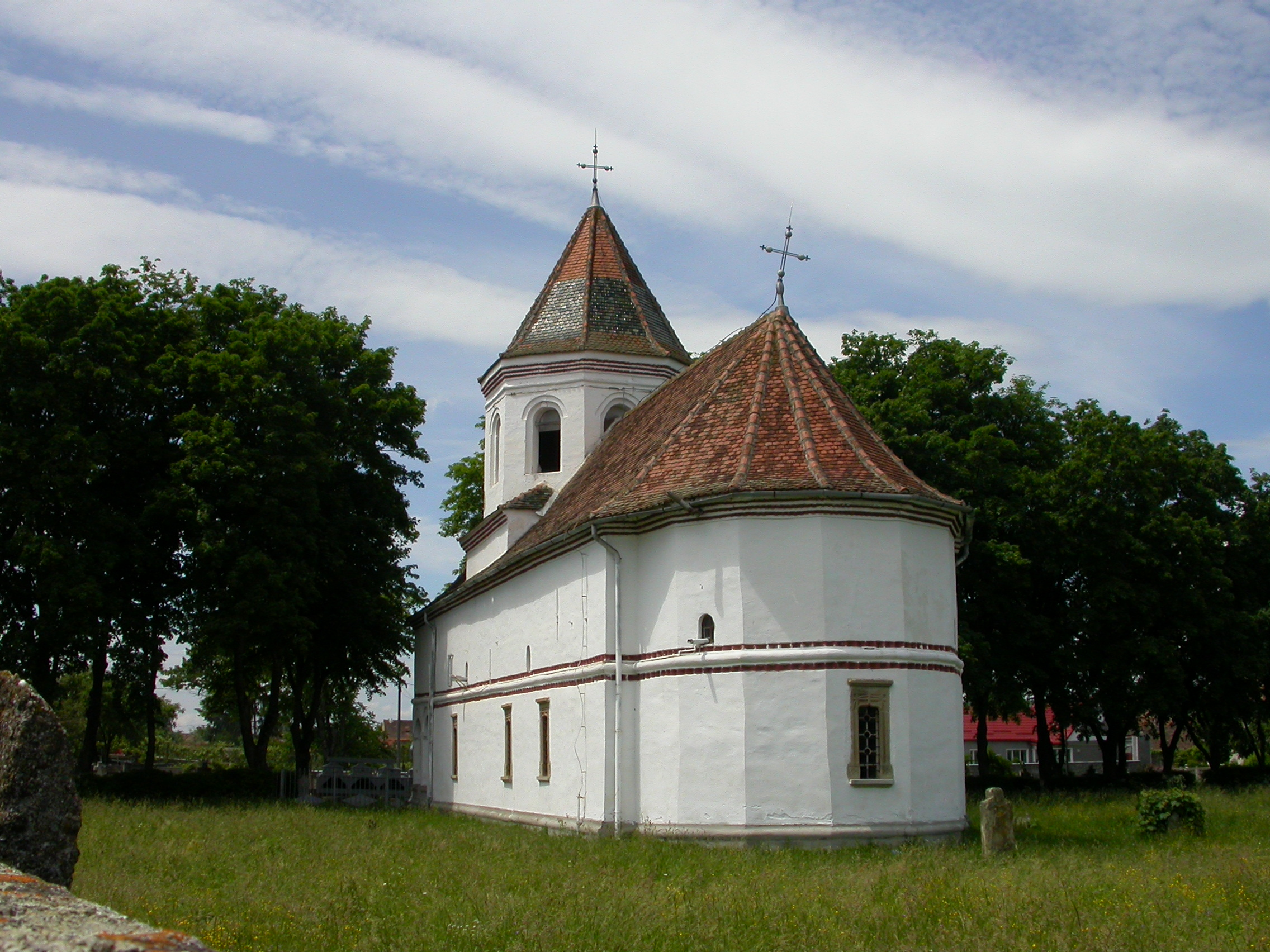
Església de Sant Nicolau de Făgăraș (1698)

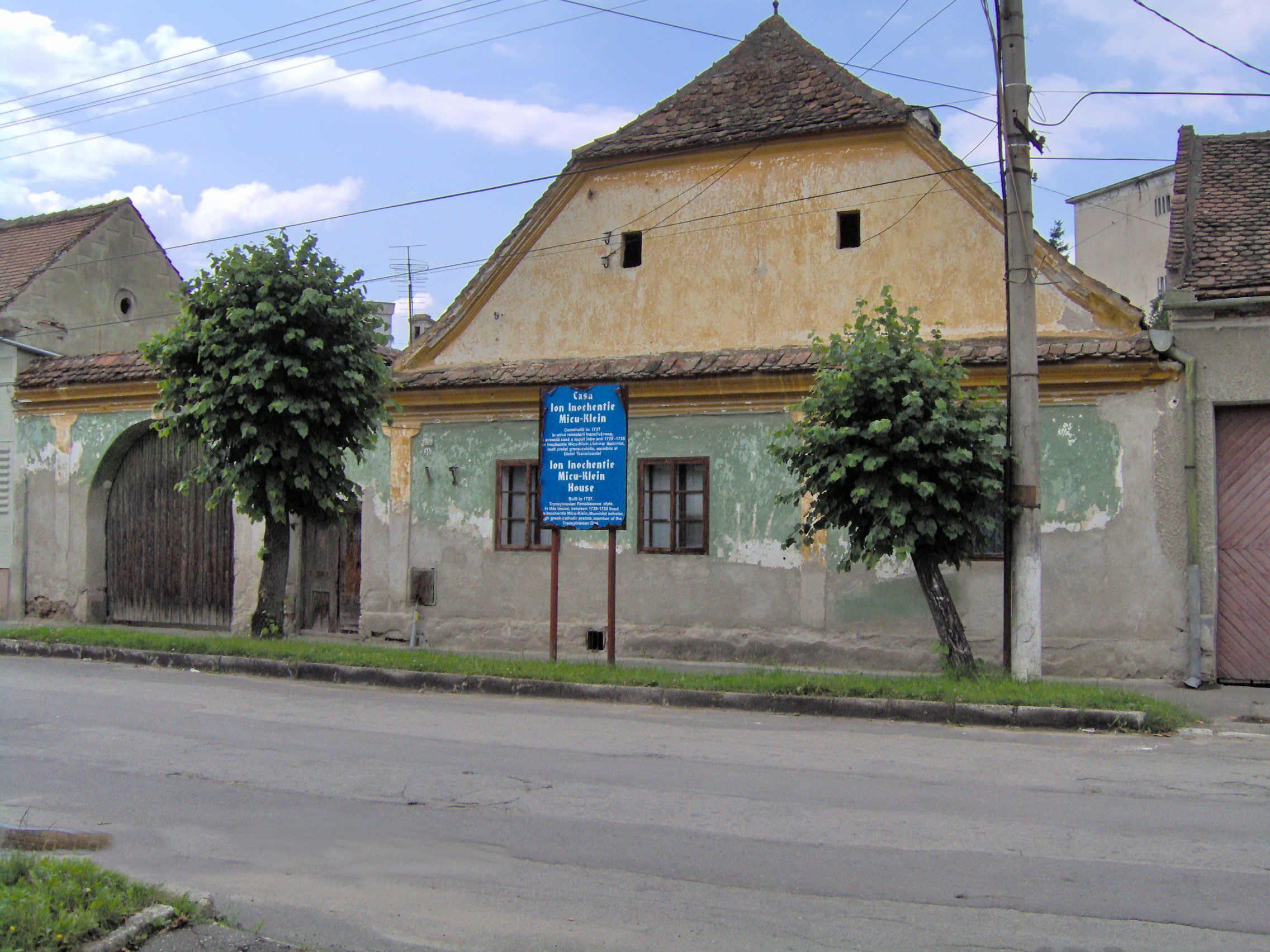
Casa de Ioan Inocențiu Micu-Klein de Făgăraș (1727)

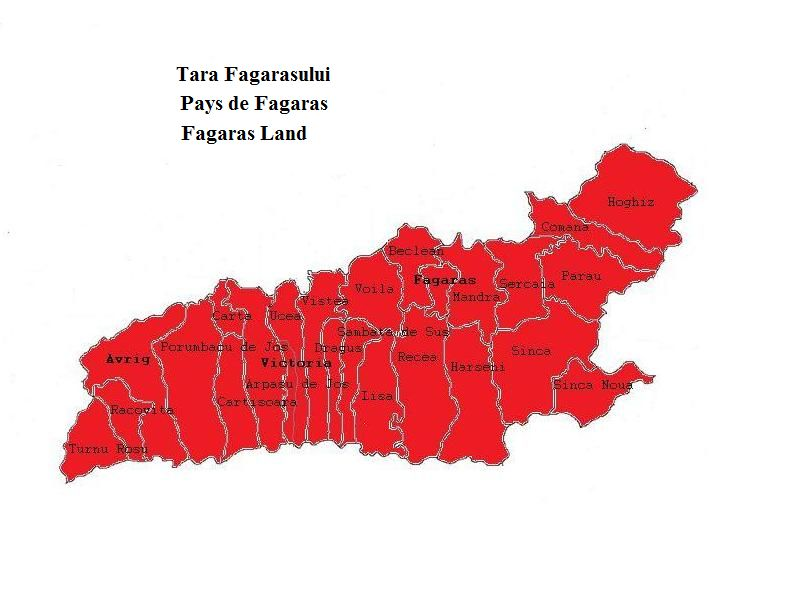
Mapa de la terra de Făgăraș

Terra de Făgăraş (en romanès Țara Făgărașului, i de vegades Țara Oltului) és una depressió i un territori històric de Transsilvània, que es troba al llarg del curs mitjà de l'Òlt Riu, amb el seu centre a la fortalesa medieval de Făgăraş.
El 1876, el territori de la terra de Făgăraș es va organitzar al comtat de Făgăraș, la unitat administrativa precursora de la terra de Făgăraș. Per la Llei núm. El 5 de 6 de setembre de 1950, després de l'establiment (el desembre de 1947) de la República Popular Romanesa, es van abolir els comtats d'entreguerres i es va incorporar la terra de Făgăraș a la recent creada regió de Sibiu.
En ser abolit el 1952, el territori de Făgăraș fou inclòs a la regió de Stalin, que, el 1960, fou rebatejada com a regió de Brașov. El 1966, amb la reorganització administrativa-territorial de la República Socialista de Romania, la terra de Făgăraș es va dividir entre els actuals comtats de Brașov i Sibiu.

## Paratge natural
Desplegada en forma de franja, disposada a l'eix est-oest, amb una longitud de 82 km i una amplada que varia entre 12 i 19 km, la depressió revela dos tipus principals de relleu. Aquests se succeeixen des de la muntanya (muntanyes Făgăraș), en forma d'un ampli amfiteatre amb l'obertura cap al nord, cap a l'ampli prat de l'Olt i l'altiplà de Hârtibaciului. El relleu muntanyós format pels turons sub-muntanyencs de Persano-Făgăraș, amb altituds compreses entre els 500 i els 800 m i profundament fragmentat per l'acció freàtica dels rius de muntanya, suggereix una línia de contraforts naturals, que desapareixen gradualment al nord-est de la vall de Venècia. Aquesta unitat està connectada amb diverses subunitats de relleu diferents, compostes, d'est a oest, pels turons de Perșani, Făgăreș central, Măgurei i Blidăriei. Aquest sistema continua al nord de la plana del Piemont, que ocupa aproximadament el 83% de la superfície total de la depressió. La plana piemontesa de Făgăraș s'estén des d'uns 700 m d'altitud, cap a la muntanya, fins a uns 400 m, ja que mesura de mitjana a la vall de l'Olt.
El clima de la depressió registra una temperatura mitjana anual de 8,7 ° C, amb augments màxims al juliol i mínims al gener. Les pluges fortes, en forma de pluja, s'informen entre maig i agost, quan arriba a una quantitat màxima de 128,4 mm (juliol) i en forma de neu a l'octubre-març. Ric en prats i boscos de fulla caduca, amb una àmplia gamma de sòls favorables a l'agricultura, regats per una densa xarxa de rius amb un cabal ric d'aigua, el comtat de Făgăraș ha ofert constantment condicions de vida favorables.

## Noms del territori
L'estructura de les denominacions atribuïdes a aquesta terra, evocada per les fonts històriques escrites, cartogràfiques o conservades en les tradicions orals dels seus habitants, permet la seva classificació segons tres criteris: geogràfic, ètnic i politicoadministratiu. La seva població romanesa ha utilitzat predominantment, des de la primera edat mitjana i fins ara, el nom geogràfic, designant el territori amb el nom de País de l'Olt. El seu sinònim alemany es diu Altland.
Cronològicament, hi ha una sèrie de denominacions que indiquen realitats etnològiques del país de l'Olt. Tots aquests noms es componen del nom de la forma d'organització territorial-administrativa i de l'etnònim hongarès atribuït als romanesos. Aquests noms són evocats en documents emesos el 1222 (Terra Blacorum), 1224 (Silva Blacorum) i 1252 (Terra Olacorum).
Després de mitjan segle XIII, el territori de referència també va ser designat per la regió de Țara Cârței. Aquesta regió, derivada del nom del centre polític-administratiu contemporani del territori, és a dir, la localitat de Cârța (romanès), apareix certificada a les fonts escrites el 1252 (Terra Olacorum... per Kyrch), sent utilitzada principalment per la Població alemanya fins als segles XVII - XVIII (Cherrzerland).
La regió de la terra de Făgăraș és una mica més recent i data de la primera meitat del segle xiv. Aquesta denominació deriva del nom de l'assentament de Făgăraș, que es va convertir només a la primera meitat del segle xiv en el centre polític-administratiu d'aquesta terra. La primera atestació documental de la regió de la terra de Făgăraș data del 1372. L'acreditació i imposició d'aquesta regió en la consciència col·lectiva es va produir durant els segles xvi i xvii.

## La terra de Făgăraș fins alseglexiii
La primera informació escrita sobre la història de la terra de Făgăraș es remunta només a la primera meitat del segle xiii. La reconstrucció de les realitats històriques de la terra de Făgăraș de les èpoques anteriors, anteriors als primers relats escrits, és possible, en aquestes circumstàncies, només en funció dels resultats de les investigacions arqueològiques, lingüístiques i toponímiques. La investigació arqueològica de les darreres dècades ha posat de manifest diversos assentaments neolítics a Calbor, Hălmeag, Făgăraș i Felmer. Es van revelar assentaments de l'edat del bronze a Cuciulata, Șercaia, Beclean, Mândra, Hoghiz, Săvăstreni i Ungra.
Una data una mica més recent, de l'edat del ferro, que coincideix, en part, amb el període de l'estat daci, són les traces d'habitació trobades, entre d'altres, a Comăna de Jos, Veneția de Jos, Părău, Șinca Veche, Arpașu de Sus i Racoș. La conquesta de Dacia per part dels romans (106) comporta importants canvis en l'hàbitat del país de Făgăraș, la població de la terra entre les muntanyes Olt i Făgăraș, en part, evacuada al nord del riu, i la zona tancada i supervisada zona a l'est pel campament de Râșnov (Cumidava), i a l'oest pel campament de Turnu Roșu (Caput Stenarum).
Al llarg de l'Olt i al nord del país de Făgăraș, els romans van construir els camps militars a Hoghiz, Feldioara i Cincșor. Es van notificar rastres de monedes de l'època romana a la terra de Făgăraș a Beclean, Făgăraș, Șinca Nouă i Veneția de Jos. Després de la retirada de l'administració romana al sud del Baix Danubi (271 d. C.). Una part de la població evacuada va tornar al sud d'Olt, al comtat de Făgăraș. Dues barres d'or amb un pes de 338,90 g varen ser descobertes el 1910 a la riba esquerra de l'Olt, a Feldioara, al comtat de Brașov. Van ser datades a finals del segle IV, durant el regnat de l'emperador Teodosi, i atribuïdes als gots. La presència d'aquestes barres d'or a Țara Bârsei i el tresor de bronze de Hoghiz-Ungra, a Țara Făgărașului, també datada al segle IV, demostra que Valea Oltului va ser un important camí de pas en l'era de la migració dels pobles.
L'escassetat de descobriments arqueològics en els segles següents es podria explicar per la retirada de la població local a les zones altes, allunyades de la terra de Făgăraș, determinada pel perill que representen els pobles migrants. Aquesta important discontinuïtat immobiliària es veu interrompuda a partir del segle VIII, quan es daten diverses monedes romanes d'Orient i diversos rastres d'habitatge. Durant els segles VIII-XI es troben datacions de Dopca, Halmeag, Matthias, Beclean, Sacadate, Voila i Breaza atribuïdes a proto i població eslavo-romanesa. Tot i així, la continuïtat de l'existència de la població romanitzada al comtat de Făgăraș està confirmada per les fonts toponímiques. Conservació per part dels locals de l'antic nom del riu Olt (en latină Alutus), en una forma fonètica corresponent a les lleis fonològiques de la llengua romanesa Olt, fins a finals del segle xiv i la seva transmissió als segles XI - XII a les poblacions nouvingudes argumenta aquesta continuïtat. La presència al territori de la terra de Făgăraș, però també a les zones limítrofes d'alguns topònims eslaus - Debran, Dopca, Lisa, Ungra, Breaza i, respectivament, Glâmboaca, Sadu, Bran, Câlnic o Lovnic -, i la seva preservació en romanès a una forma fonètica idèntica o propera a les eslaves, demostra la convivència eslavo-romanesa dels segles X - XI al comtat de Făgăraș.

### Pobles migrants
A partir del segle X es pot datar l’aparició de noves poblacions migrants. Topònims com Iaşi, Avrig, ARPES, Porumbac o Beşimbac (rebatejat, en la dècada de 1920, "Oltet") revelen la presència, sinó també la sedentarització dels grups de alans, pechenegos i els cumanos en el territori del comtat de Făgăraş. L’avanç cap als Carpats del Sud, la frontera natural de Transsilvània i l'establiment temporal, durant diverses dècades, de les fronteres del Regne d’Hongria a la riba nord de l’Olt es produeix a la primera meitat del segle XII. La línia de la frontera estatal estava marcada per palissades i una sèrie de fortaleses terrestres, de les quals només s’ha investigat sistemàticament fins ara la fortalesa hongaresa d’Ungra, datada a mitjan segle XII. L'erecció de la fortalesa de terra de Făgăraș, cap a mitjan segle XII, és una primera etapa del procés d’esclavització de Țara Făgăraș. L'ocupació completa del territori i la seva inclusió a les fronteres de l'estat hongarès es va produir a l'últim terç del segle XII. Unes dècades després, en els primers anys del segle xiii, van aparèixer les primeres informacions escrites, procedents de la cancelleria reial hongaresa, sobre les realitats històriques de la terra de Făgăraș.

## El país de Făgăraș als segles XIII-XV

Formacions polítiques romaneses als segles IX - XIII

Les primeres fonts escrites conservades, publicades al primer terç del segle xiii, confirmen la imatge i l'estructura ètnica de l'hàbitat de la terra de Făgăraș dels segles anteriors, mediatitzada per fonts arqueològiques, toponímiques i lingüístiques. Un document emès per la cancelleria reial hongaresa abans del 30 de novembre de 1223, que fa referència als fets consumits al comtat de Făgăraș els primers anys del segle xiii, entre 1205-1206, relaciona la dotació del monestir cistercenc Cârța amb un domini, una terra sense l'autoritat l'estatus legal dels seus habitants romanesos (terra... exempta de Blaccis).
Posteriorment a aquests esdeveniments es produeix la participació entre 1210 i 1213 d'alguns combatents romanesos i petxenegos (Olacis... et Bissenis), a l'exèrcit del comitè Joachim de Sibiu, enviat pel rei Andreu II d'Hongria a Vidin, en suport del seu aliat el tsar búlgar Borilă Asan. La informació està relacionada amb un document emès a Györ, el 23 de juny de 1250, pel rei Béla IV d'Hongria (1235-1270). Un diploma emès pel rei Andreu II d'Hongria el 1222 informa de l'obligació dels cavallers teutònics, estacionats a Feldioara, a la terra de Bârsa, de pagar les duanes quan passaven per la terra dels romanesos (terra Blacorum). D'aquesta manera confirma a la comunitat d'hostes alemanys situats entre Baraolt i Orăștie (un Waras usque a Boralt) una sèrie de drets i privilegis més antics. Més tard, el diploma de 1224 (Andreanum) ara confirma als colons el dret a compartir, amb els romanesos i els petxenegs., les aigües i el bosc dels romanesos i petxenegs (silva Blacorum et Bissenorum), que cobrien el territori de la terra de Făgăraș l'any 1235.

## Monuments històrics i d'art
- Fortalesa de Breaza , Brașov
- Fortalesa de Făgăraș
- Monestir cistercenc de Cârța, del comtat de Sibiu
- Església franciscana de Făgăraș, 1737.

## Imatges

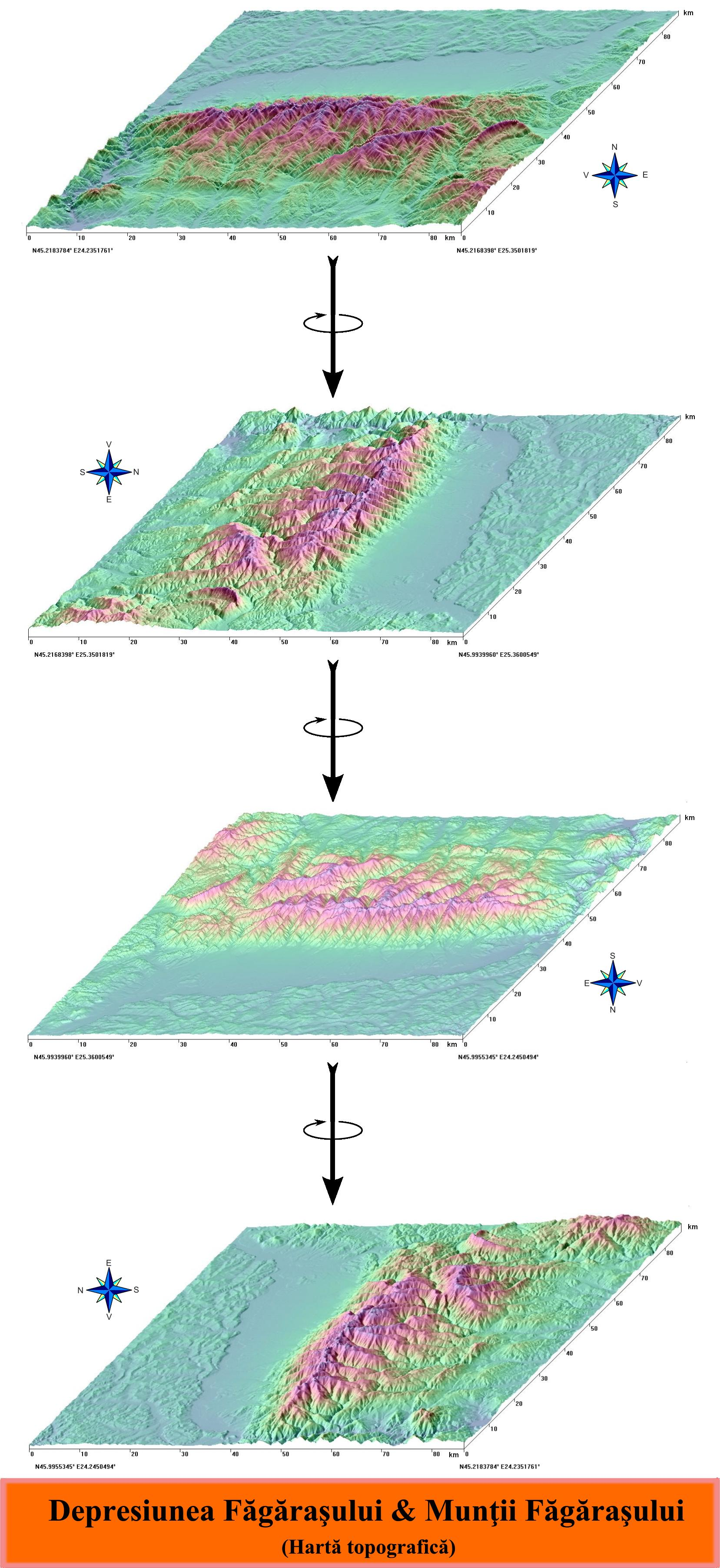
Comtat de Făgăraș - Mapa topogràfic
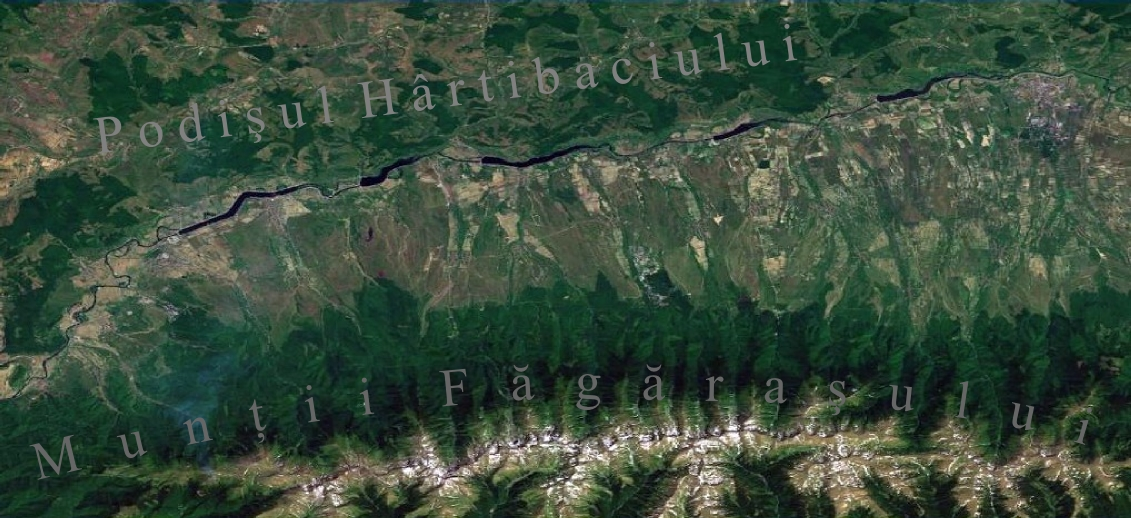
Fagaras Depression 3D
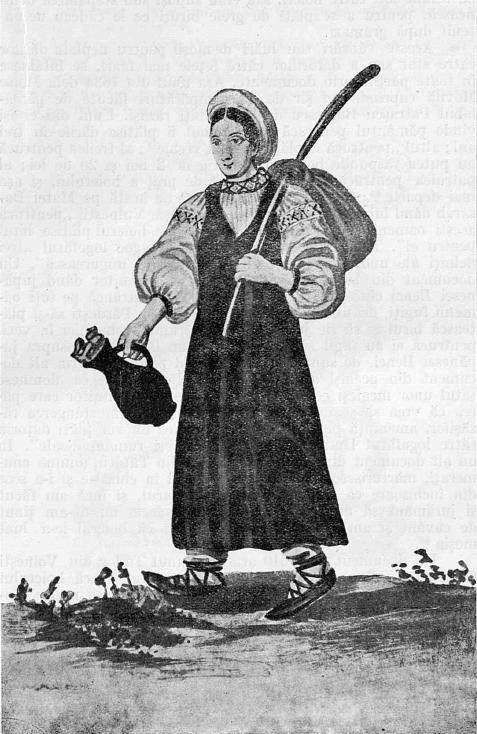
Camperol de les parts de Făgăraș. A partir d’un codi de la sec. XVII situat al Museu Nacional de Budapest, Hongria.
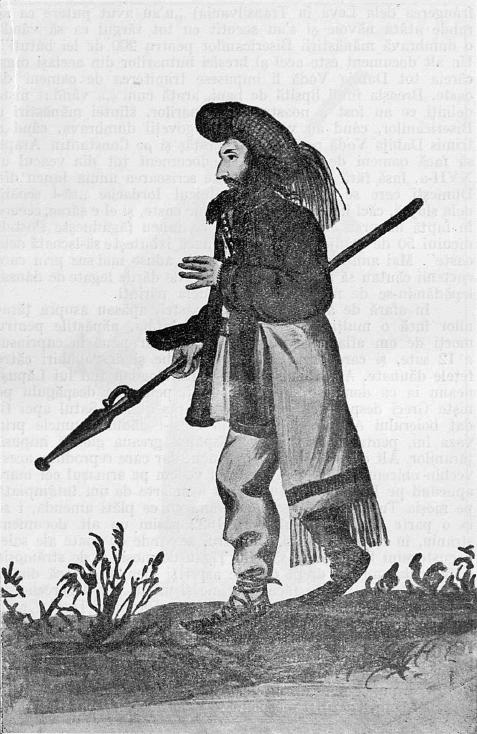
Camperol de les parts de Făgăraș. A partir d’un codi de la sec. XVII situat al Museu Nacional de Budapest, Hongria.
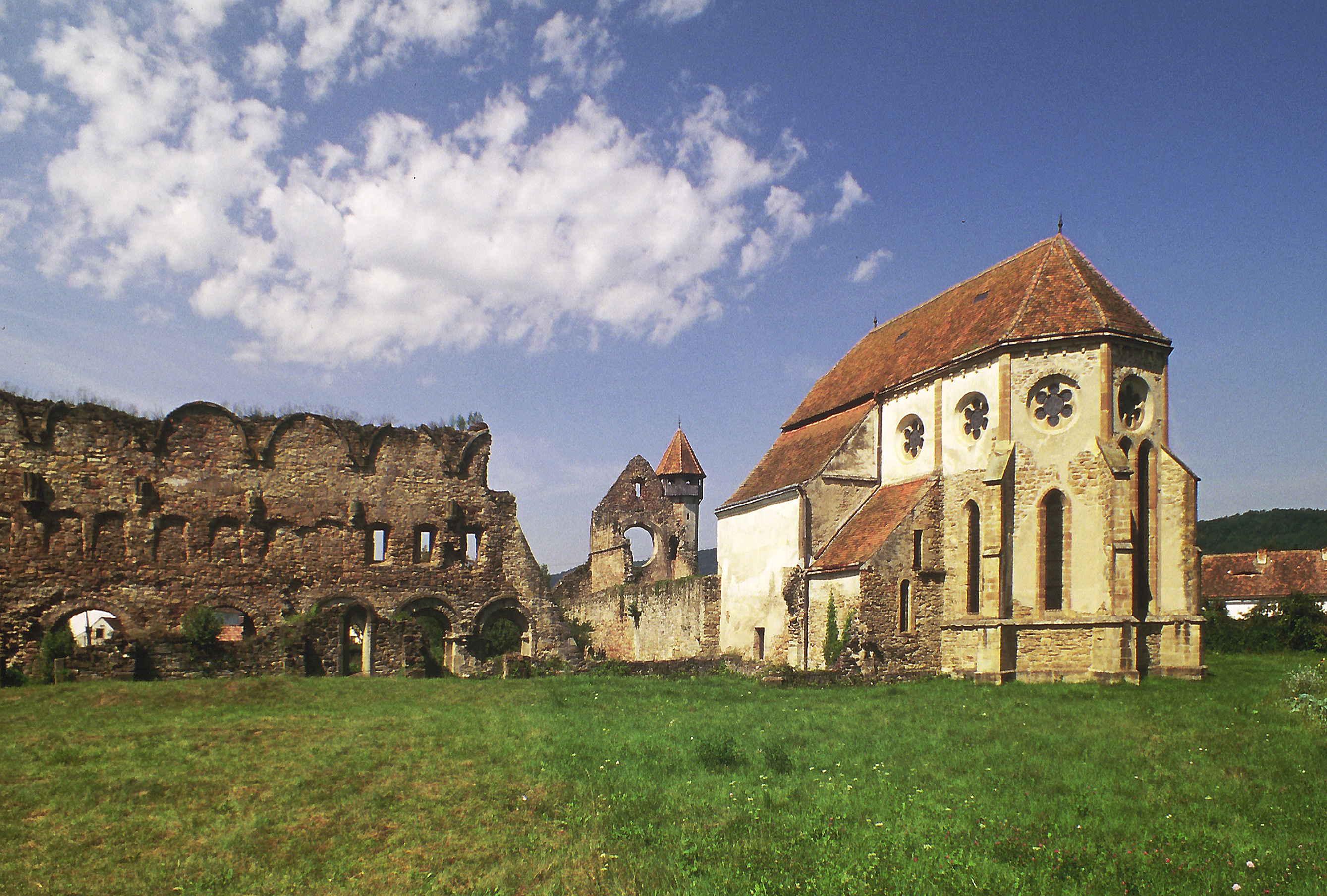
L’abadia cistercenca de Cârța
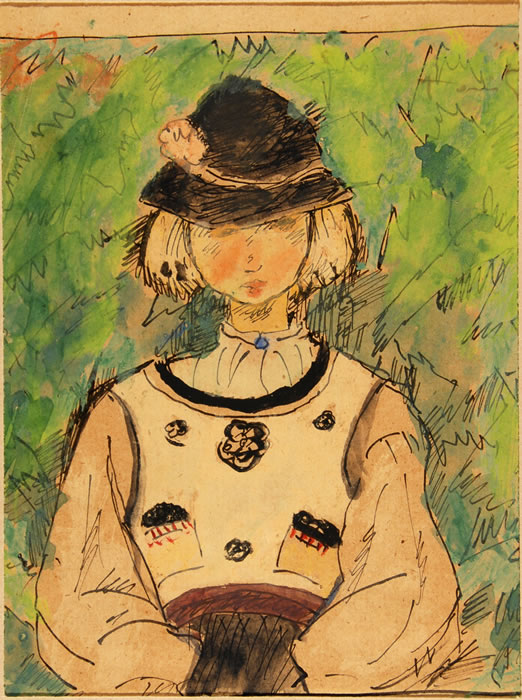
Noia de Făgăraș, aquarel·la de Nicolae Tonitza (1886-1940), al Museu Nacional Brukenthal de Sibiu